# Elston Shaw
Elston Albert Shaw (* 16. Dezember 1972) ist ein ehemaliger belizischer Leichtathlet.

## Sport
Shaw nahm an den Olympischen Sommerspielen 1992 in Barcelona teil. In den Wettbewerben Weitsprung und Dreisprung schied er in den Vorentscheiden aus.
Er trat auch mit den Teamkollegen Emery Gill, Michael Joseph und John Palacio in der 4-mal-100-Meter-Staffel an. Die Mannschaft schied nach Disqualifikation in der Vorrunde aus. 1994 nahm er an den Commonwealth Games 1994 in Victoria teil.